# Бежиця (футбольний клуб)
Футбольний клуб «Бежиця», або просто «Бежиця» (рос. Футбольный клуб «Бежица» Брянск)  — радянський та російський футбольний клуб з міста Брянська. Заснований 1912 року. До 1956 року представляв Бежицю — нині район Брянська.

## Хронологія назв
- 1936—1939 — «Дзержинець» (Орджонікідзеград);
- 1946—1951 — «Дзержинець» (Бежиця);
- 1952—1956 — «Авангард-БПЗ» (Бежиця);
- 1956—1957 — «Авангард-БМЗ»;
- 1958—1961 — «Труд-БМЗ»;
- 1963—1994 — «Десна»;
- з 1995 — т.ч. «Бежиця».

## Історія
У 1912 році в Бежиці відбувся перший футбольний матч між командами «Надія» та «Користь».
Футбольний клуб «Дзержинець» засновано 1936 року в місті Орджонікідзеград. На загальносоюзному рівні дебютував 18 липня 1936 року в переможному (2:1) домашньому поєдинку 1/64 фіналу кубку СРСР проти воронезького «Локомотиву». У першому розіграші кубку СРСР дійшов до 1/16 фіналу, де поступився сталінградському «Тракторному заводу». Також виступав у кубках СРСР 1937 та 1938 років. А в 1939 році «Дзержинець» виступав у кубку РРФСР серед КФК. Після цього команду розформували
У 1946 році команда відновила свою діяльність під назвою «Дзержинець». З 1946 по 1948 року «Дзержинець» виступав у чемпіонаті Брянської області. У 1948 році бежицький колектив повертається на загальнореспубліканську арену, виступає в чемпіонаті РРФСР, а в 1951 році знову грає в обласній першості.
У 1952 році бежицький клуб змінив назву на «Авангард-БПЗ» (Бежиця). З 1952 по 1953 рік виступав у чемпіонаті РРФСР серед КФК, а в 1953 році — у кубку РРФСР з КФК. Після цього знову грав у чемпіонаті Брянської області. 6 лютого 1956 року змінив назву на «Авангард-БМЗ» й продовжив виступи в обласних чемпіонатах. У 1958 році брянський колектив знову змінив назву — на «Труд-БМЗ». До 1961 року виступав у чемпіонаті Брянської області. У 1958 році виступав у чемпіонаті РРФСР серед КФК, а в 1960 році — у кубку РРФСР серед КФК. По завершенні сезону 1961 року команду розформували.
У 1963 році колектив з Брянська відновили, але під назвою «Десна». Спочатку «Десна» виступала в чемпіонаті Брянської області, а з 1968 по 1970 року — в першій зоні Класу «Б» чемпіонату СРСР, але жодних вагомих успіхів у цьому турнірі не мала. Після цього знову грала в обласних змаганнях або на республіканському рівні (чемпіонат РРФСР серед КФК та кубок РРФСР серед КФК).
У 1995 році на базі «Десни» (Брянськ) створено команду ФК «Бежиця», яка з того часу виступає в чемпіонаті та кубку Брянської області. На обласному рівні багаторазовий переможець, призер та фіналіст обласних змагань. У 2003 році «Бежиця» виступала в аматарському кубку Росії.

## Досягнення
- Клас «Б» чемпіонату СРСР (зона 1)
  - 15-е місце (2): 1968, 1969

## Відомі гравці
- В'ячеслав Новіков
- Олександр Шацький (Шадський)